# Cape Muzon

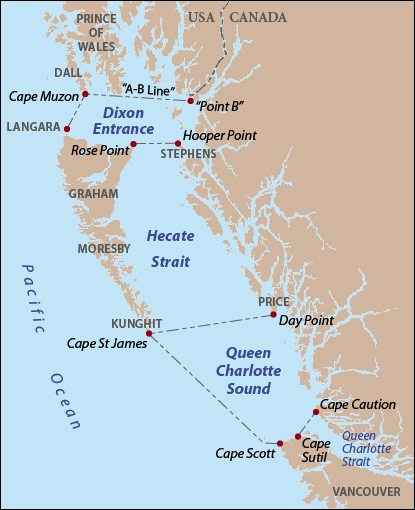
Cape Muzon linksboven op de kaart

Cape Muzon is een kaap in de Alexanderarchipel in de Alaska Panhandle in het zuidoosten van Alaska in de Verenigde Staten.

## Geografie
De kaap is het zuidelijkste punt van Dall Island en de landtong die het noordwestelijke uiteinde van de Dixon Entrance markeert. De grenslijn die Alaska van Canada scheidt, loopt heel dicht bij Cape Muzon, hoewel Cape Muzon volgens het Alaska Boundary Treaty precies wordt gedefinieerd als het westelijke uiteinde van de zogenaamde A-B-lijn, onderdeel van de grens tussen Canada en de Verenigde Staten.

## Geschiedenis
De naam komt van Jacinto Caamaño, die het in 1792 Cabo de Muñoz noemde. George Vancouver nam de plaatsnamen van Caamaño over en verwisselde blijkbaar twee letters, waardoor Muzon ontstond. In 1787 noemde George Dixon het Cape Pitt. Het is bekend geweest onder andere namen, zoals Cape Irving, Kaigani, Caiganee en Kygane. De oorspronkelijke naam werd in het Russisch gepubliceerd als Mys Kaygany door kapitein Tebenkov in 1852. Tijdens de periode van de maritieme bonthandel lag de handelsplaats "Kaigani" vlak bij Kaap Muzon.